# Židovský hřbitov ve Velkém Meziříčí
Židovský hřbitov ve Velkém Meziříčí leží asi 300 m severovýchodně od náměstí, na svahu za řekou Oslavou při ulici Bezděkov, asi 120 m severně od městského hřbitova. Je chráněn jako kulturní památka České republiky.
Hřbitov byl založen v roce 1650 a na ploše 4617 m2 se dochovalo 1306 náhrobků (macev). Nejstarší čitelný náhrobek pochází z roku 1677. Pohřby se zde konaly až do druhé světové války.
V 80. letech 20. století byla zrekonstruována novorománská obřadní síň z roku 1880 a ohradní zeď.
Meziříčská židovská komunita zanikla v roce 1940.
V obci se také nachází Nová a Stará synagoga.